# Bariokhal Shish
Der Bariokhal Shish ist ein 5448 m hoher Gipfel im Westhimalaya im pakistanischen Sonderterritorium Gilgit-Baltistan.

## Lage
Der Bariokhal Shish befindet sich in einer Gebirgskette, die vom Indus in einem engen Bogen umflossen wird. Der Abstand zum 3,8 km tiefer gelegenen Industal im Norden beträgt 7,6 km, der zum 4,2 km tiefer gelegenen Industal in Richtung Westnordwest beträgt 13 km. Der 5940 m hohe Dofana, der Dominanzbezug des Bariokhal Shish, befindet sich 14,7 km südöstlich. Der Achttausender Nanga Parbat befindet sich 48 km südsüdwestlich. Die Schartenhöhe beträgt 478 m. Somit gilt der Bariokhal Shish nicht als ein eigenständiger „Berg“.